# Dyrektor szkoły

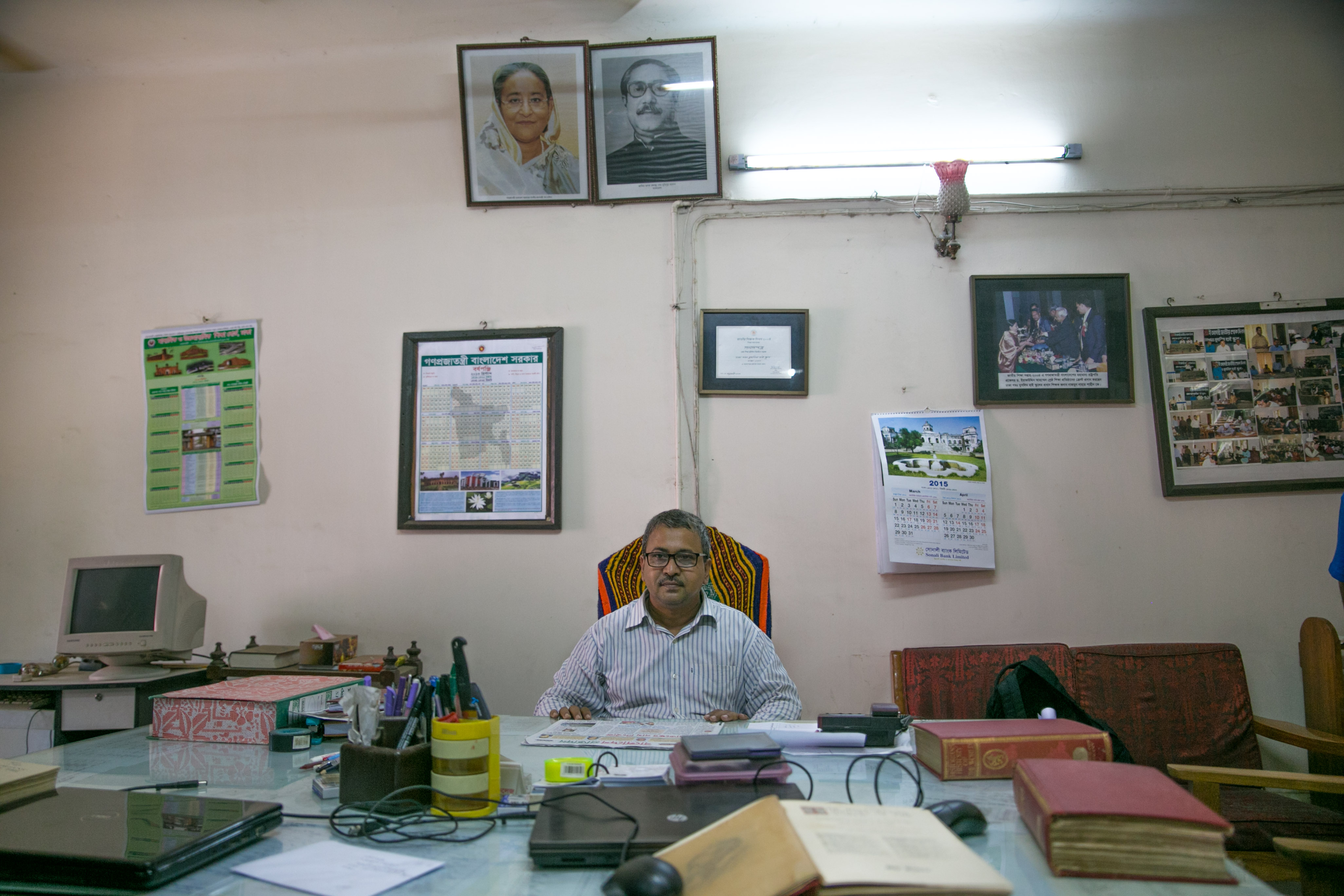
Gabinet dyrektora szkoły muzułmańskiej

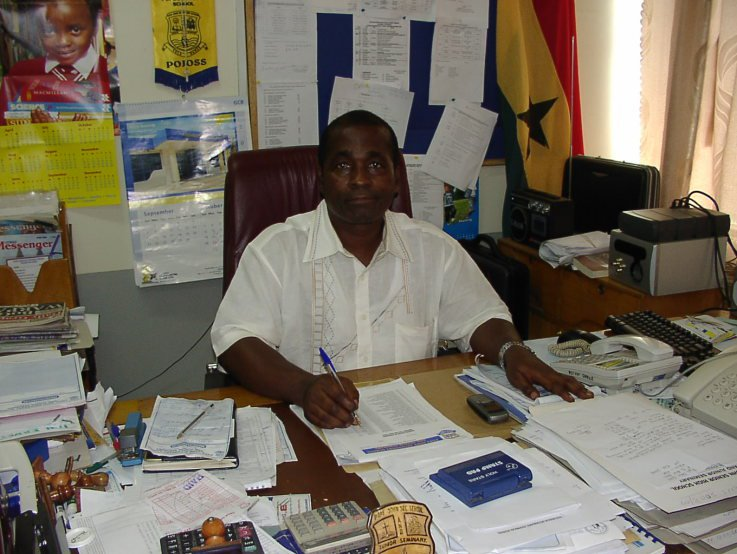
Dyrektor szkoły w Ghanie w swoim gabinecie

Dyrektor szkoły (lub przedszkola) – osoba kierująca placówką oświatową.
Dyrektorem szkoły lub przedszkola jest z zasady nauczyciel lub nauczyciel akademicki. Stanowisko to można powierzyć także menedżerowi bez kwalifikacji pedagogicznych, z zastrzeżeniem, że nadzór pedagogiczny sprawować będzie nauczyciel zajmujący w szkole inne stanowisko kierownicze.
Zgodnie z Kartą Nauczyciela, dyrektor szkoły odpowiedzialny jest w szczególności za:
1. dydaktyczny i wychowawczy poziom szkoły;
2. realizację zadań zgodnie z uchwałami rady pedagogicznej i rady szkoły, podjętymi w ramach ich kompetencji stanowiących, oraz zarządzeniami organów nadzorujących szkołę;
3. tworzenie warunków do rozwijania samorządnej i samodzielnej pracy uczniów i wychowanków;
4. zapewnienie pomocy nauczycielom w realizacji ich zadań i ich doskonaleniu zawodowym;
5. zapewnienie w miarę możliwości odpowiednich warunków organizacyjnych do realizacji zadań dydaktycznych i opiekuńczo-wychowawczych;
6. zapewnienie bezpieczeństwa uczniom i nauczycielom w czasie zajęć organizowanych przez szkołę[3].

Organem wyższego stopnia w rozumieniu Kodeksu postępowania administracyjnego w stosunku do dyrektora szkoły w sprawach z zakresu obowiązku szkolnego i obowiązku nauki oraz skreślenia uczniów z listy uczniów jest kurator oświaty.